# Эллинистическая Палестина
Правление Птолемеев и Селевкидов Палестиной — период в истории Палестины в 320—142 годах до н. э.

## Птолемеи
Египетский царь Птолемей I Сотер подчинил себе Иудею, хотя поcле смерти Александра Македонского Келесирия и Иудея достались Лаомедону. В 320 году до н. э. Птолемей Ι появился у стен Иерусалима и, утверждая, будто желает принести жертву, воспользовался субботним днем, чтобы овладеть городом. Факт этот Иосиф Флавий приводит со слов греческого автора Агатархида Книдского. В связи с этим о Πтолемее известно, что он захватил много пленников, которые и были проданы им в рабство. С другой стороны, доверяя евреям и их клятвам, он поручил им сильные крепости. Флавий передает, что ввиду благосклонного отношения Птолемея много евреев переселилось в Египет. Абсолютного доверия данные Флавия не заслуживают, так как селиться в Александрии евреи стали ещё при Александре, а военные их доблести он, может быть, несколько преувеличивает в целях апологии. По сведениям Аристея, около 30 тыс. евреев было размещено гарнизонами по крепостям Египта. Нечто подобное действительно имело место позже, и о «лагере евреев», как и об их подвигах, говорят многие ясные указания. Историческим фактом является и организация евреев Египта, как и всей страны Птолемея I. Едва ли можно сомневаться в том, что евреи получили те же права, что и македоняне. По приказу Птолемея Ι были срыты укрепления Иерусалима, Акры, Яффы, Газы и Самарии. Египту трудно было удержать за собою Палестину, естественно тяготевшую к Сирии, хотя Птолемеи никогда не отказывались от своих притязаний на Газу, Яффу и Иерусалим, вот почему и происходили вечные войны между Селевкидами и Птолемеями.
Птолемей II Филадельф, продолжая борьбу за Келесирию и Палестину, окончательно овладел ими в 274 году до н. э. Как и другие диадохи и эпигоны, он любил основывать новые города; в Палестине он основал Филадельфию, Филотерию и Птолемаиду. Чтобы положить конец войнам с Сирией, он выдал замуж свою дочь за Антиоха II, но смерть царицы дала только повод возобновить военные действия. Согласно Аристею, перевод 70 толковников относится ко временам Птолемеев. Конечно, принимая во внимание, что к словам Аристея необходимо относиться с величайшею осторожностью, можно было бы и в данном случае усомниться, если бы нам не были известны и другие литературные попытки этого царя.
При Птолемее III Эвергете египтяне совершили удачный поход на Сирию, откуда они возвращаются с богатой добычей золота, захватив много идолов. Мраморный монумент в Адули вполне подтверждает библейские данные и говорит, что Птолемей вывез из Сирии 40 тыс. талантов серебра и 2500 золотых статуй богов, между которыми находились вывезенные некогда Камбисом из Египта. Событие это и послужило поводом назвать Птолемея III Эвергетом («удачником»). К евреям Птолемей относился очень благожелательно. По словам Флавия, он принес после похода в Сирию жертвоприношения в Иерусалиме и т. п. В его царствование увеличилось число евреев, поселившихся в Номос Арсиноэ (теперь Эль-Файюм).
Жадность первосвященника Ониаса II чуть было не подвергла опасности всю Палестину, и только молодому Иосифу, племяннику первосвященника, удалось отвратить опасность. Очень интересная надпись времен Птолемеев, привезенная из Нижнего Египта, хранится в Берлинском музее. Надпись гласит, что по повелению «царя и царицы» (кто была последняя, не установлено) таблица эта была воздвигнута в синагоге: Βασιλεύς Πτολεμαΐος Ευεργέτης την προσευχην άσυλον. Это означает, что синагоге даруется право убежища, а это, по-видимому, служило особым знаком отличия. Следует отметить, что царь не назван из уважения к евреям богом (θεός). Очень вероятно, что и другая надпись, открытая в Нижнем Египте, относится ко временам Эвергета. Она гласит: «Синагога эта воздвигнута в честь царя Птолемея и царицы Береники, его сестры и жены, и их детей».
Птолемей IV Филопатор вёл кровопролитные войны с Антиохом Великим, в ходе которых одержал блестящую победу у города Рафы в 217 году до н. э. Ο двух эпизодах этой битвы говорится и в III книге Маккавеев (I, 1—7): о попытке некоего Досифея умертвить Птолемея IV во время его сна и о том, как сестра последнего, Арсиноя, воодушевила воинов перед сражением. Оба события переданы и Полибием, почему их и следует считать достоверными. По-видимому, и остальная часть рассказа III книги Маккавеев не является вымыслом, за исключением некоторых подробностей с явной тенденцией автора оповестить о великом чуде. Возвращаясь после победы домой, Птолемей IV желает вступить в храм, но неведомая сила опрокидывает его, и тогда Птолемей IV решил выместить свою злобу на евреях Александрии. По его приказу их связали и бросили на арену цирка, куда выпустили царских слонов, но последние бросились на царское войско. Евреи ознаменовали это спасение ежегодным праздником. Праздник этот действительно соблюдали евреи Александрии, о нём говорит и Флавий, хотя событие это он относит к царствованию Птолемея Фискона, не связывая его ни с каким чудом.
При Птолемее V Эпифане долголетний спор за обладание Келесирией и Палестиной был решен в пользу Сирии. Антиох Великий разбил наголову египетские войска у Иордана, а иерусалимский гарнизон Птолемея V подвергся осаде евреев, мстивших за гонения в царствование его отца.
Птолемей VI Филометор был разбит сирийским царём Антиохом в 170 году до н. э. Разбитый Птолемей бежал, а жители Александрии возвели на трон его младшего брата — известного впоследствии под именем Эвергета. Тогда Антиох переменил свою политику, и военные действия он продолжал уже под предлогом защиты прав Птолемея VII, и только благодаря давлению со стороны Рима, ему пришлось отказаться от своих завоеваний. В последовавших за тем раздорах из-за обладания троном Сирии Птолемей принял активное участие, рассчитывая на помощь евреев, гонимых в Сирии и восставших тогда в Палестине под предводительством братьев Маккавеев.
В 150 году до н. э. Птолемей выдал свою дочь Клеопатру за Александра Баласа, и в Птолемаиде ему представлялся Ионатан Хасмоней, который был удостоен царских почестей. Вторая встреча Птолемея с Ионатаном произошла у Яффы. По-видимому, в Иерусалиме одно время сильна была партия египетская, благодарная Птолемею за его отношение к евреям. По словам Флавия, Птолемей поручил все управление государством евреям, и во главе войска стояли евреи Ониас и Досифей. При нём же был воздвигнут храм Ониаса, по его же настоянию Аристобул предпринял истолкование Пятикнижия Моисея. Греческий постскриптум в книге Эсфири доказывает, что книга эта была привезена в Египет на 4-м году его царствования, так как к нему относится место, говорящее о Птолемее и о его жене Клеопатре. По-видимому, его же имеет в виду и надпись в Athribis. Грец склонен отнести перевод Септуагинты к царствованию Птолемея, что, впрочем, оспаривается Фрейденталем. Однако, несомненно, в царствование Птолемея возникла полемическая литература, направленная против евреев, вызванная тем блестящим положением, которое они занимали в то время.
Птолемей IX Эвергет (он же Πтолемей VII Фискон), чтобы достичь престола, устранил Клеопатру, вдову Птолемея Филометора, во главе войска которой стоял Ониас. Ввиду того, что преследования евреев в данном случае были вызваны чисто политическими соображениями, не приходится долго останавливаться на них, тем более что после успокоения страны все вошло в свою прежнюю колею. Некоторые данные говорят за то, что Птолемей IX был другом евреев. По-видимому, Сивиллины книги имеют в виду Птолемея IX, говоря о седьмом царе Египта из эллинистической династии. Начиная с 117 года до н. э., престол занимала Клеопатра III совместно со своими сыновьями Филометором (Сотер II, он же Латирус) и Птолемеем Александром (117—81).

## Селевкиды
Эллинизация Востока, начало которой было положено Александром Македонским, продолжалась ещё в более сильной степени и при Селевкидах, что не осталось без последствий и для евреев. Подобно остальным диадохам, и Селевкиды строили города в подвластных им областях. Некоторые греческие города в Палестине, как то: Абила, Гадара, Селевкия и др., по всей вероятности, были основаны во времена первых Селевкидов, хотя Палестина тогда ещё была под властью Птолемеев. В городах, основанных Селевком I в Малой Азии и Сирии, не исключая столицы последней, Антиохии, он даровал евреям все права гражданства, каковые за ними сохранились вплоть до Иосифа Флавия, который, однако, уделяет мало внимания заслугам Селевка I. Согласно Иосифу Флавию, Антиох II дал право гражданства евреям наравне с ионийцами, жившими в городах Малой Азии. С распространением христианства приобретение евреями прав гражданства стало возможным лишь в тех случаях, когда число их в городах было настолько значительно, чтобы образовать отдельную общину; тогда актом особой царской милости её уравнивали в правах с греческой общиной.
Уже Селевк I смотрел на Келесирию и Иудею как на часть своих владений, но не решался ещё окончательно отнять их y Птолемеев. Лишь Антиох III Великий (223—187) открыто заявил свои притязания. С 218 по 198 год до н. э. Иудея была ареной войн между представителями двух династий. Антиох потерпел поражение при Рафии в Иудее (218), но затем одержал победу при Панеаде на Иордане (198), результатом которой было присоединение Иудеи к царству Селевкидов, под владычеством которых она находилась до 142 года до н. э., когда Симон Хасмоней стал независимым её князем. Многие отдавали предпочтение более спокойному и мягкому правлению Птолемеев; в Иерусалиме долго существовала птолемейская партия, работавшая в интересах Тобиадов.
В политическом отношении правители Иудеи были подчинены наместнику Келесирии. Иосиф указывает, что Антиох V Евпатор и Лисий были первыми вмешавшимися в религиозную жизнь евреев и решившимися сместить первосвященника (то есть Менелая). Отсюда следует, что Селевкиды относились доброжелательно к евреям, которые, однако, изнемогали в эту эпоху под тяжестью непосильных налогов. Некоторое указание на эти налоги можно вывести из подложного декрета Антиоха об изъятии священников, писцов (учёных) и храмовых певчих от уплаты подушной и некоторых других податей. В царствование Селевка IV Филопатора (187—175) Гелиодор ворвался в иерусалимский храм с целью похитить сокровища. Кроме первосвященника Ониаса III, тогда, по-видимому, пользовался некоторою властью и некий Симон; он обратил внимание царя на храмовые сокровища.
Язон за пользование саном первосвященника уплачивал Антиоху IV Эпифану 360 талантов и добавочную сумму в 80 талантов. Источники восхваляют Селевка IV за его уважение к храму и личную оплату издержек по жертвоприношениям. Наоборот, Антиох IV известен своим бесчеловечным обращением с евреями, презрением к их храму и религии, что в конце концов привело к освобождению Иудеи от владычества Селевкидов.
Приписываемое Иосифу мнение, что после смерти Антиоха VII Сидета Селевкиды более не чинили беспокойства Гиркану I, не совсем верно, так как они не переставали заявлять свои притязания на Иудею. Антиох IX Кизикский наводнил своими войсками Иудею, но потом должен был отказаться от враждебных действий против Иудеи. Александр Яннай потерпел поражение от войск Демитрия III при Сихеме во время гражданской войны, вызванной фарисеями. Антиох XII Дионис в походе против арабов прошел через Иудею.
Селевкиды постепенно выродились: свою былую военную славу эти безземельные властители могли теперь обнаруживать лишь при приглашении их в качестве наемного войска греческими городами. Такой случай представился в войне против евреев, грозившей самому существованию греческих городов. Гражданская война, вспыхнувшая около 112 года до н. э., окончательно стерла династию Селевкидов.
Селевкиды изредка упоминаются в раввинской литературе.